# Puccinia contegens
Puccinia contegens är en svampart som beskrevs av G. Cunn. 1923. Puccinia contegens ingår i släktet Puccinia och familjen Pucciniaceae.   Inga underarter finns listade i Catalogue of Life.